# Prolutacea pulsator
Prolutacea pulsator is een keversoort uit de familie glimwormen (Lampyridae). De wetenschappelijke naam van de soort werd voor het eerst geldig gepubliceerd in 1984 door Cicero.